# Ávráhám Klein
Ávráhám Klein (héber betűkkel אברהם קליין, izraeli angol átírással Abraham Klein, Temesvár, 1934. március 29. –) izraeli nemzetközi labdarúgó-játékvezető.
Mottója: a szellemi felkészülés csúcspontja a szabálykönyv előírásainak felelevenítése – mert a jó rabbi holtig tanul.[forrás?]

## Pályafutása

### Labdarúgóként
Fiatalon atletizált, úszott és sokat focizott. Különböző korosztályú csapatokban rúgta a labdát, 14 éves koráig temesvári (román), 1948-tól izraeli együttesekben. Legjobb labdarúgó eredménye, hogy 21 évesen a katonaválogatott tagja lehetett. Felismerve, hogy a labdarúgásban nem tud kiemelkedő eredmény elérni, jelentkezett játékvezetőnek.

### Nemzeti játékvezetés
A játékvezetői vizsgát 1950-ben tette le. A küldési gyakorlat szerint rendszeres partbírói tevékenységet is végzett. 1958-ban lett az I. Liga játékvezetője. A nemzeti játékvezetéstől 1982-ben vonult vissza.

### Nemzetközi játékvezetés
Az Izraeli labdarúgó-szövetség Játékvezető Bizottsága (JB) terjesztette fel nemzetközi játékvezetőnek, a Nemzetközi Labdarúgó-szövetség (FIFA) 1964-től tartotta nyilván bírói keretében. A FIFA JB központi nyelvei közül a angolt és a németet beszéli. Több nemzetek közötti válogatott és klubmérkőzést vezetett, vagy működő társának partbíróként segített. Vendég játékvezetőként több ázsiai országban is tevékenykedett, de Görögországban szinte hazai bíróként 30 mérkőzést vezetett. Az izraeli nemzetközi játékvezetők rangsorában, a világbajnokság-Európa-bajnokság sorrendjében a 2. helyet foglalja el 8 találkozó szolgálatával. Jó barátságot épített ki Nagy Miklóssal az MLSZ Játékvezető Testületének (JT) vezetőjével. Az aktív nemzetközi játékvezetéstől 1982-ben búcsúzott. Válogatott mérkőzéseinek száma: 17.

#### Labdarúgó-világbajnokság
Négy világbajnoki döntőhöz vezető úton Angliába a VIII., az 1966-os labdarúgó-világbajnokságra, Mexikóba a IX., az 1970-es labdarúgó-világbajnokságra, Argentínába a XI., az 1978-as labdarúgó-világbajnokságra és Spanyolországba a XII., az 1982-es labdarúgó-világbajnokságra a FIFA JB bíróként alkalmazta. 1968-ban az olimpián nyújtott elismerő teljesítménye alapján, 1970-ben az egyik legfiatalabb játékvezetőként került a mexikói világbajnokságra. A Brazília–Anglia mérkőzés vezetése előtti bemelegítésnél, az egyik figyelmeztető táblán olvasta:  Figyelmeztetjük a nézőket, hogy a mérkőzés alatt tilos a játékvezetőre lőni! Egyöntetű vélemények szerint a játékvezetés magasiskoláját mutatta be. Egyértelműen a döntő várományosának lépett elő, de a kiváló fizikumával szemben a gyomormérgezés erősebbnek bizonyult, orvosi utasításra nem vezethetett több mérkőzést. Az izraeli sportvezetés minden elkövetett, hogy megakadályozza a mexikói jelölését, de a FIFA JB névre szóló meghívását nem tudták felülírni. A FIFA JB elvárásának megfelelően, ha nem vezetett, akkor valamelyik társának segített partbíróként. 1970-ben és 1978-ban egy-egy csoportmérkőzésen egyes számú besorolást kapott, játékvezetői sérülés esetén továbbvezethette volna a találkozót. 1978-ban a bronzmérkőzésen Palotai Károly volt az egyik partbírója. 1982-ben kettő csoportmérkőzésen és a döntőben volt partbíró. Egy csoportmérkőzésen és a döntőben egyes számú pozícióban szolgált. A döntő találkozón, az Olaszország–Németország mérkőzése Arnaldo Coelhónak segített partbíróként. Világbajnokságon vezetett mérkőzéseinek száma: 5 + 5 (partjelzés).

##### 1966-os labdarúgó-világbajnokság

###### Selejtező mérkőzés
| Időpont           | Helyszín               | Mérkőzés típusa           | Mérkőzés                  | Eredmény | Nézők száma |
| ----------------- | ---------------------- | ------------------------- | ------------------------- | -------- | ----------- |
| 1965. november 1. | Olimpiai Stadion, Róma | előselejtező (8. csoport) | Olaszország–Lengyelország | 6 – 1    | 63 614      |

##### 1970-es labdarúgó-világbajnokság

###### Bajnoki mérkőzések
| Időpont         | Helyszín                     | Mérkőzés típusa              | Mérkőzés        | Eredmény | Nézők száma |
| --------------- | ---------------------------- | ---------------------------- | --------------- | -------- | ----------- |
| 1970. június 7. | Jalisco Stadion, Guadalajara | csoportmérkőzés (C. csoport) | Brazília–Anglia | 1 – 0    | 66 000      |

##### 1978-as labdarúgó-világbajnokság

###### Selejtező mérkőzés
| Időpont            | Helyszín               | Mérkőzés típusa           | Mérkőzés           | Eredmény | Nézők száma |
| ------------------ | ---------------------- | ------------------------- | ------------------ | -------- | ----------- |
| 1976. november 17. | Olimpiai Stadion, Róma | előselejtező (2. csoport) | Olaszország–Anglia | 2 – 0    | 70 718      |

##### 1978-as labdarúgó-világbajnokság

###### Világbajnoki mérkőzés
| Időpont          | Helyszín                         | Mérkőzés típusa              | Mérkőzés                    | Eredmény | Nézők száma |
| ---------------- | -------------------------------- | ---------------------------- | --------------------------- | -------- | ----------- |
| 1978. június 10. | Monumental Stadion, Buenos Aires | csoportmérkőzés (A. csoport) | Olaszország–Argentína       | 0 – 1    | 77 000      |
| 1978. június 22. | Városi Stadion, Córdoba          | egyik középdöntő             | Ausztria–Nyugat-Németország | 3 – 2    | 20 000      |
| 1978. június 24. | Monumental Stadion, Buenos Aires | bronzmérkőzés                | Brazília–Olaszország        | 2 – 1    | 76 000      |

##### 1982-es labdarúgó-világbajnokság

###### Selejtező mérkőzés
| Időpont            | Helyszín                 | Mérkőzés típusa           | Mérkőzés                | Eredmény | Nézők száma |
| ------------------ | ------------------------ | ------------------------- | ----------------------- | -------- | ----------- |
| 1980. november 15. | Comunale Stadion, Torino | előselejtező (5. csoport) | Olaszország–Jugoszlávia | 2 – 0    | 50 677      |

##### 1982-es labdarúgó-világbajnokság

###### Világbajnoki mérkőzés
| Időpont         | Helyszín                  | Mérkőzés típusa              | Mérkőzés              | Eredmény | Nézők száma |
| --------------- | ------------------------- | ---------------------------- | --------------------- | -------- | ----------- |
| 1982. július 5. | Sarria Stadion, Barcelona | csoportmérkőzés (C. csoport) | Olaszország– Brazília | 3 – 2    | 44 000      |

#### Olimpiai játékok
Az 1968. évi és az 1976. évi nyári olimpia labdarúgó tornáinak mérkőzésein a FIFA JB játékvezetőként foglalkoztatta.

##### 1968. évi olimpiai labdarúgó torna
| Időpont           | Helyszín                    | Mérkőzés típusa              | Mérkőzés               | Eredmény | Nézők száma |
| ----------------- | --------------------------- | ---------------------------- | ---------------------- | -------- | ----------- |
| 1968. október 14. | Azteca Stadion, Mexikóváros | csoportmérkőzés (B. csoport) | Spanyolország–Brazília | 1 – 0    |             |
| 1968. október 24. | Azteca Stadion, Mexikóváros | bronztalálkozó               | Japán–Mexikó           | 0 – 3    | 105 000     |

##### 1976. évi olimpiai labdarúgó torna
| Időpont          | Helyszín                       | Mérkőzés típusa              | Mérkőzés             | Eredmény | Nézők száma |
| ---------------- | ------------------------------ | ---------------------------- | -------------------- | -------- | ----------- |
| 1976. július 18. | Lansdowne Park Stadion, Ottawa | csoportmérkőzés (C. csoport) | Lengyelország–Kuba   | 0 – 0    | 29 417      |
| 1976. július 29. | Olimpiai Stadion, Montréal     | bronzmérkőzés                | Szovjetunió–Brazília | 2 – 0    | 55 647      |

#### Jubileumi torna
1975-ben meghívták a brazil labdarúgó szövetség jubileuma alkalmával rendezett "mini-világbajnokságra". Teljesítménye alapján a szakvezetők és a világlapok a torna legjobb játékvezetőjének minősítették.
| Időpont          | Helyszín                       | Mérkőzés típusa | Mérkőzés             | Eredmény |
| ---------------- | ------------------------------ | --------------- | -------------------- | -------- |
| 1972. június 14. | Nemzeti Stadion, Brazíliaváros | selejtező       | Jugoszlávia–Bolívia  | 1 – 1    |
| 1972. június 22. | Nemzeti Stadion, Brazíliaváros | selejtező       | Jugoszlávia–Paraguay | 2 – 1    |
| 1972. július 9.  | Nemzeti Stadion, Brazíliaváros | döntő           | Brazília–Portugália  | 1 – 0    |

#### Nemzetközi kupamérkőzések
Vezetett kupadöntők száma: 1.

##### Interkontinentális kupa
| Időpont           | Helyszín                  | Mérkőzés típusa | Mérkőzés                                            | Eredmény | Nézők száma |
| ----------------- | ------------------------- | --------------- | --------------------------------------------------- | -------- | ----------- |
| 1981. február 11. | Nemzetközi Stadion, Tokió | döntő           | Nacional Montevideo (uruguayi)–Nottingham Forest FC | 1 – 0    | 62 000      |

#### A magyar labdarúgó-válogatott mérkőzései
| Időpont              | Helyszín             | Mérkőzés típusa     | Mérkőzés              | Eredmény | Nézők száma |
| -------------------- | -------------------- | ------------------- | --------------------- | -------- | ----------- |
| 1979. szeptember 26. | Práter Stadion, Bécs | válogatott mérkőzés | Ausztria–Magyarország | 3 – 1    | 50 000      |

## Sportvezetői pályafutás
FIFA JB instruktor, a játékvezetők segítője, nemzetközi ellenőr.

## Szakmai sikerek
1984-ben a nemzetközi játékvezetés hírnevének erősítése, hazájában 10 éve a legmagasabb Ligában (osztályban) folyamatosan tevékenykedő, eredményes pályafutása elismeréseként, a FIFA JB felterjesztésére az 1965-ben alapított International Referee Special Award címmel és oklevéllel tüntette ki.

## Családi kapcsolat
Játékvezetői pályafutásának egyik említésre méltó pillanata, hogy fiát a Nemzetközi Labdarúgó-szövetség (FIFA) 1993-tól tartotta nyilván bírói keretében.